# 園田瑞貴
園田 瑞貴（そのだ みずき、1996年11月21日 - ）は、京都府出身の女子サッカー選手。アルビレックス新潟レディース所属。ポジションはミッドフィールダー。

## 来歴

### ユース
京都精華学園高校出身。2014年夏に行われたインターハイで初の準優勝に貢献した。
武蔵丘短期大学に進学し、女子サッカー部シエンシアに所属。

### シニア
2016年9月にアルビレックス新潟レディースに2017年からの加入が内定した。

### 代表
2014年、コスタリカで行われた第5回世界女子フットサルトーナメントに出場する日本女子代表として選出された。
2015年にはU-19サッカー日本女子代表として中国で行われたAFC U-19女子選手権に選出され、グループステージ第2戦のウズベキスタン戦で先制点を含む2得点で勝利に貢献した。

## 個人成績

### クラブ
| 国内大会個人成績 | 国内大会個人成績             | 国内大会個人成績 | 国内大会個人成績 | 国内大会個人成績 | 国内大会個人成績 | 国内大会個人成績 | 国内大会個人成績 | 国内大会個人成績 | 国内大会個人成績 | 国内大会個人成績 | 国内大会個人成績 |
| 年度             | クラブ                       | 背番号           | リーグ           | リーグ戦         | リーグ戦         | リーグ杯         | リーグ杯         | オープン杯       | オープン杯       | 期間通算         | 期間通算         |
| 年度             | クラブ                       | 背番号           | リーグ           | 出場             | 得点             | 出場             | 得点             | 出場             | 得点             | 出場             | 得点             |
| 日本             | 日本                         | 日本             | 日本             | リーグ戦         | リーグ戦         | リーグ杯         | リーグ杯         | 皇后杯           | 皇后杯           | 期間通算         | 期間通算         |
| ---------------- | ---------------------------- | ---------------- | ---------------- | ---------------- | ---------------- | ---------------- | ---------------- | ---------------- | ---------------- | ---------------- | ---------------- |
| 2017             | アルビレックス新潟レディース | 7                | なでしこ1部      | 16               | 3                | 5                | 2                | 3                | 3                | 24               | 8                |
| 2018             | アルビレックス新潟レディース | 7                | なでしこ1部      | 18               | 5                | 8                | 3                | 2                | 0                | 28               | 8                |
| 2019             | アルビレックス新潟レディース | 7                | なでしこ1部      | 18               | 2                | 8                | 3                | 1                | 1                | 27               | 6                |
| 2020             | アルビレックス新潟レディース | 7                | なでしこ1部      | 17               | 4                | -                | -                | 4                | 0                | 21               | 4                |
| 2021-22          | アルビレックス新潟レディース | 7                | WE               | 13               | 1                | -                | -                | 0                | 0                | 13               | 1                |
| 2022-23          | アルビレックス新潟レディース | 7                | WE               | 19               | 0                | 2                | 0                | 3                | 0                | 24               | 0                |
| 2023-24          | アルビレックス新潟レディース | 7                | WE               | 22               | 1                | 6                | 0                | 2                | 0                | 30               | 1                |
| 2024-25          | アルビレックス新潟レディース | 7                | WE               | 22               | 2                | 5                | 0                | 4                | 0                | 31               | 2                |
| 通算             | 日本                         | 日本             | 1部              | 145              | 18               | 34               | 8                | 19               | 4                | 198              | 30               |
| 総通算           | 総通算                       | 総通算           | 総通算           | 145              | 18               | 34               | 8                | 19               | 4                | 198              | 30               |

- 日本女子サッカーリーグ
  - 初出場 - 2017年3月26日 なでしこリーグ1部 第1節 伊賀フットボールクラブくノ一戦 (新潟市陸上競技場)[8]
  - 初得点 - 2017年8月20日 なでしこリーグ1部 第11節 INAC神戸レオネッサ戦 (兵庫県立三木総合防災公園陸上競技場)[8]

- WEリーグ
  - 初出場 - 2021年9月12日 第1節 AC長野パルセイロ・レディース戦 (デンカビッグスワンスタジアム)[9]
  - 初得点 - 2022年3月20日 第17節 大宮アルディージャVENTUS戦 (デンカビッグスワンスタジアム)[9]

### 代表

#### 主な選出歴
- フットサル日本女子代表
  - 2014 - 第5回世界女子フットサルトーナメント
- U-19日本女子代表
  - 2015 - AFC U-19女子選手権2015

## タイトル

### 代表
- U-19日本女子代表
  - AFC U-19女子選手権: 1回 (2015)